# Hyundai Kona
Hyundai Kona — компактний кросовер від корейського виробника автомобілів Hyundai. 

## Назва
Kona названа на честь західного району острова Гаваї.  Компанія заявила, що назва «відображає стиль життя сучасних клієнтів», відповідно до її «прогресивного дизайну», який вона приймає.  Назва Kona також продовжує традицію Hyundai називати моделі позашляховиків-кросоверів іменами відомих туристичних напрямків, зокрема Creta, Santa Fe, Tucson і Veracruz. 
Автомобіль продається в Португалії як Hyundai Kauai, оскільки слово Kona дуже схоже на cona, сленгове слово для жіночих статевих органів у європейській португальській мові.  Він також продається в Ісландії, де слово kona ісландською означає жінка. Як і Кона, Кауаї є місцем на Гаваях.
У Китаї автомобіль продавався як Hyundai Encino.

## Перше покоління (OS; 2017-2023)

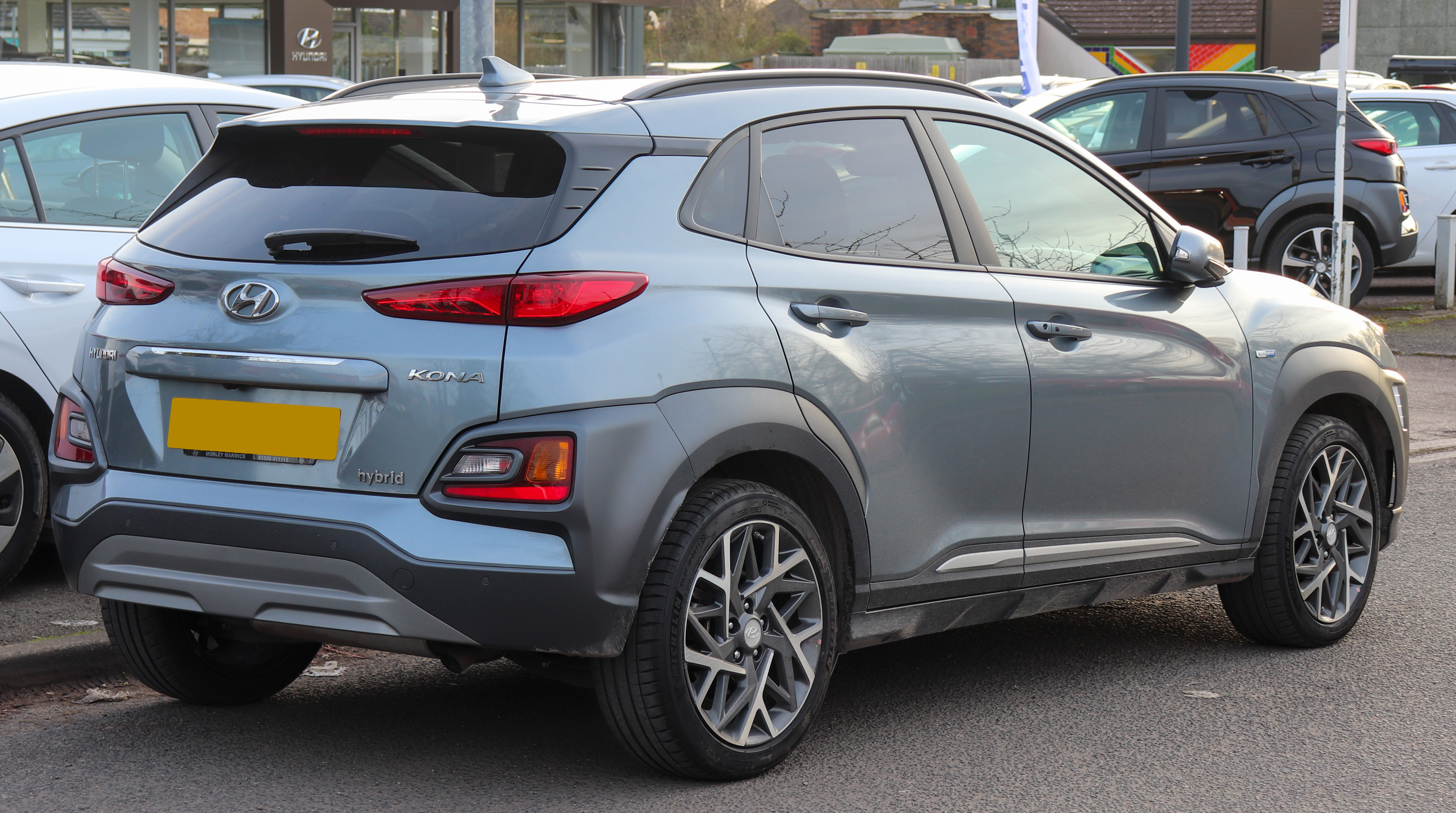
Hyundai Kona Hybrid

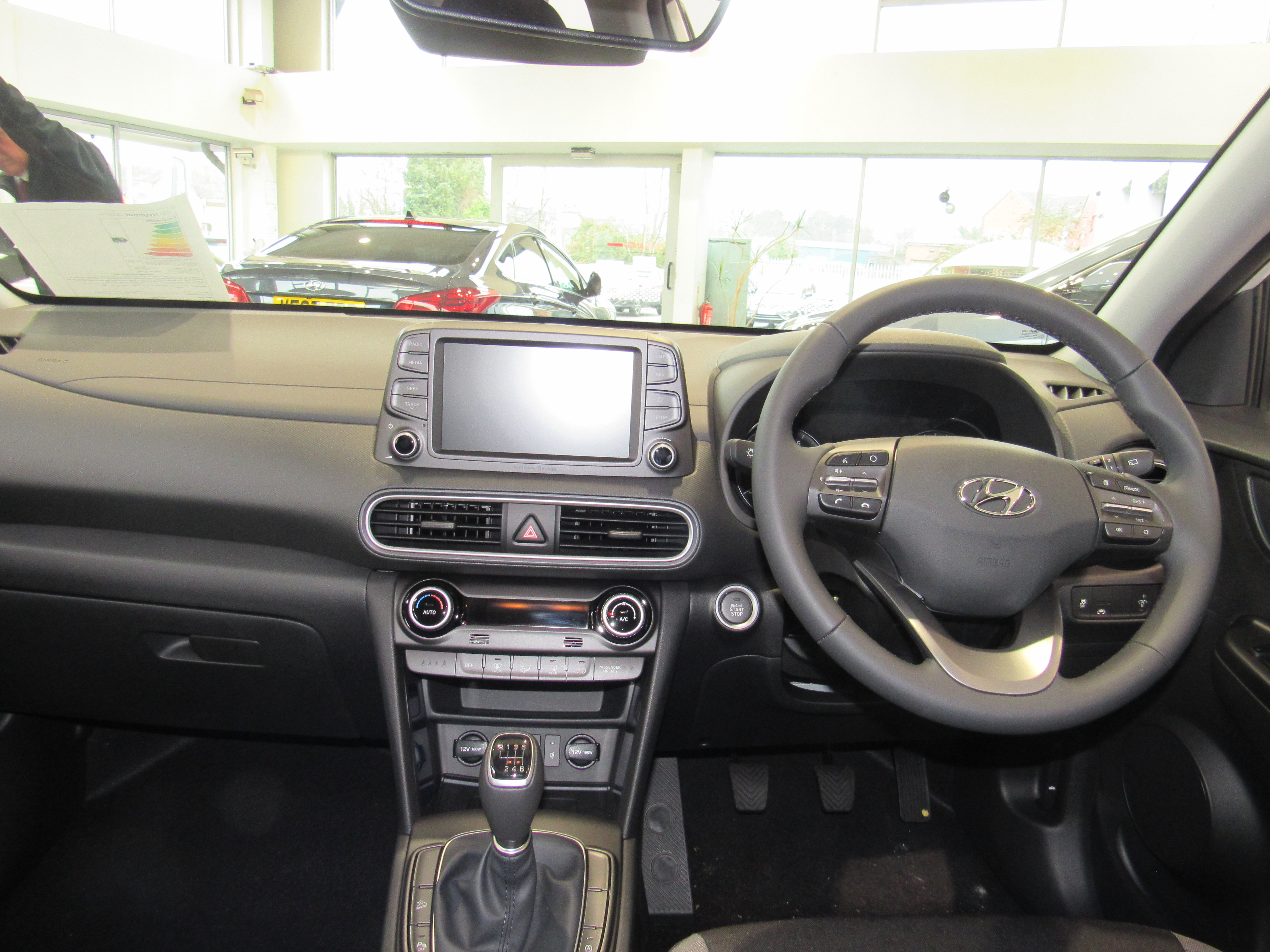
Салон Hyundai Kona

Автомобіль представлений у червні 2017 року, продаж почався в листопаді 2017 року. У Португалії автомобіль називається Hyundai Kauai, в Китаї — Hyundai Encino.
Автомобіль збудовано на платформі Hyundai-Kia GB, що й Hyundai i20 (GB), Kia Rio (YB) та новий кросовер Kia Stonic. Автомобіль поставляється з переднім або повним приводом. Спереду знаходяться стійки McPherson, ззаду — торсіонна балка при передньому приводі або багаторичажна підвіска при повному. Структура кузова на 51,8 % виконана з високоміцних сталей, вироблених компанією Hyundai самостійно.
У комплекс систем безпеки входять автоматичне гальмування, моніторинг розмітки з підрулення, стеження за мертвими зонами і перемикання з дальнього світла фар на ближній без участі водія. Для всього цього є камера і радар.
Інформаційно-розважальна система може володіти сенсорним дисплеєм діагоналлю п'ять, сім або вісім дюймів. Медіацентр підтримує інтерфейси Android Auto і Apple CarPlay. Серед опцій покупці виявлять проєкційний екран і бездротову зарядку для смартфона.

### Hyundai Kona Electric

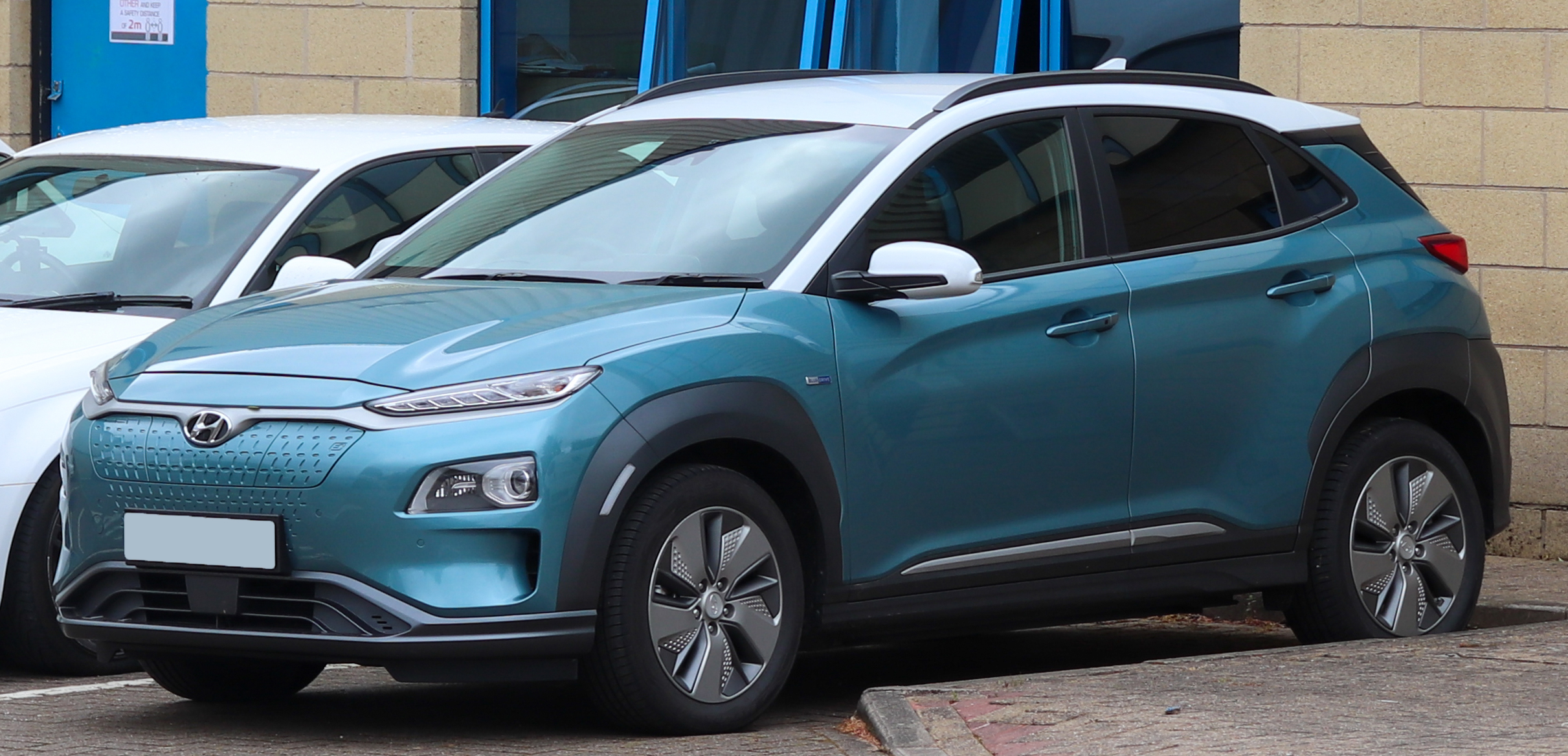
Hyundai Kona Electric

У березні 2018 року Hyundai Kona отримав електричну версію. Корейці запропонували Hyundai Kona Electric із різними за обсягом акумуляторами. Їх є два: базовий на 39,2 кВт·год (з ним працює електродвигун 136 к. с., 395 Н·м) і опціональний на 64 кВт·год (електродвигун 204 к. с. 395 Н·м). Остання версія дозволить машині проїхати понад 484 км по циклу WLTP.
Автомобіль складає конкуренцію Opel Mokka-e та Peugeot e-2008
У 2022 році Hyundai оновив дизайн інтер'єру та екстер'єру Kona Electric.

### Оновлення 2020 року

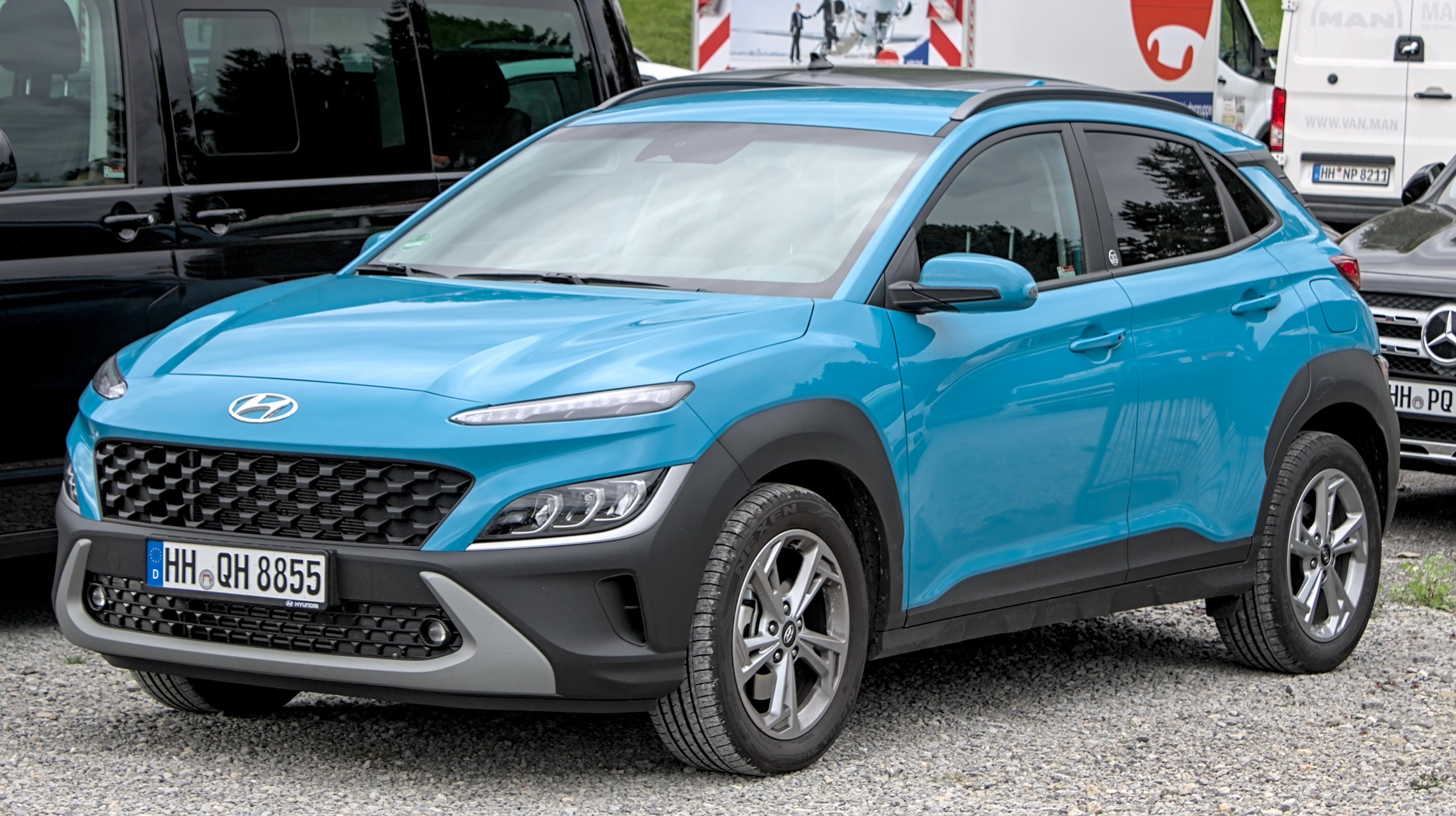
Hyundai Kona (з 2020)

У вересні 2020 року модель отримала оновлення та вперше псевдоспортивну версію N Line.
Стандартні функції Hyundai Kona 2020 року допомоги водієві включають камеру заднього виду, попередження при лобовому зіткненні, допомогу в утриманні смуги руху і моніторинг стану водія. Також у список опцій входять задні парктроніки, система виявлення пішоходів, автоматичні фари дальнього світла, контроль сліпих зон і оповіщення про перехресний рух ззаду. У 2020 році Хендай Кона в комплектації Ultimate став доступний з адаптивним круїз-контролем з радіолокаційними датчиками, які утримують позашляховик на фіксованій відстані від інших транспортних засобів під час руху.
Hyundai випустив лімітовану серію Kona для 2021 модельного року. Версія отримала назву Night Edition та буде обмежена 3000 авто.
У 2022 році Hyundai додав до лінійки Kona комплектацію N Line. Ця версія відрізняється чорним текстилем інтер'єру з декоративним червоним швом та лого «N». Під капотом у моделі 1,6-літровий двигун на 195 к. с. та семишвидкісна АКПП з подвійним зчепленням.

### Hyundai Kona N

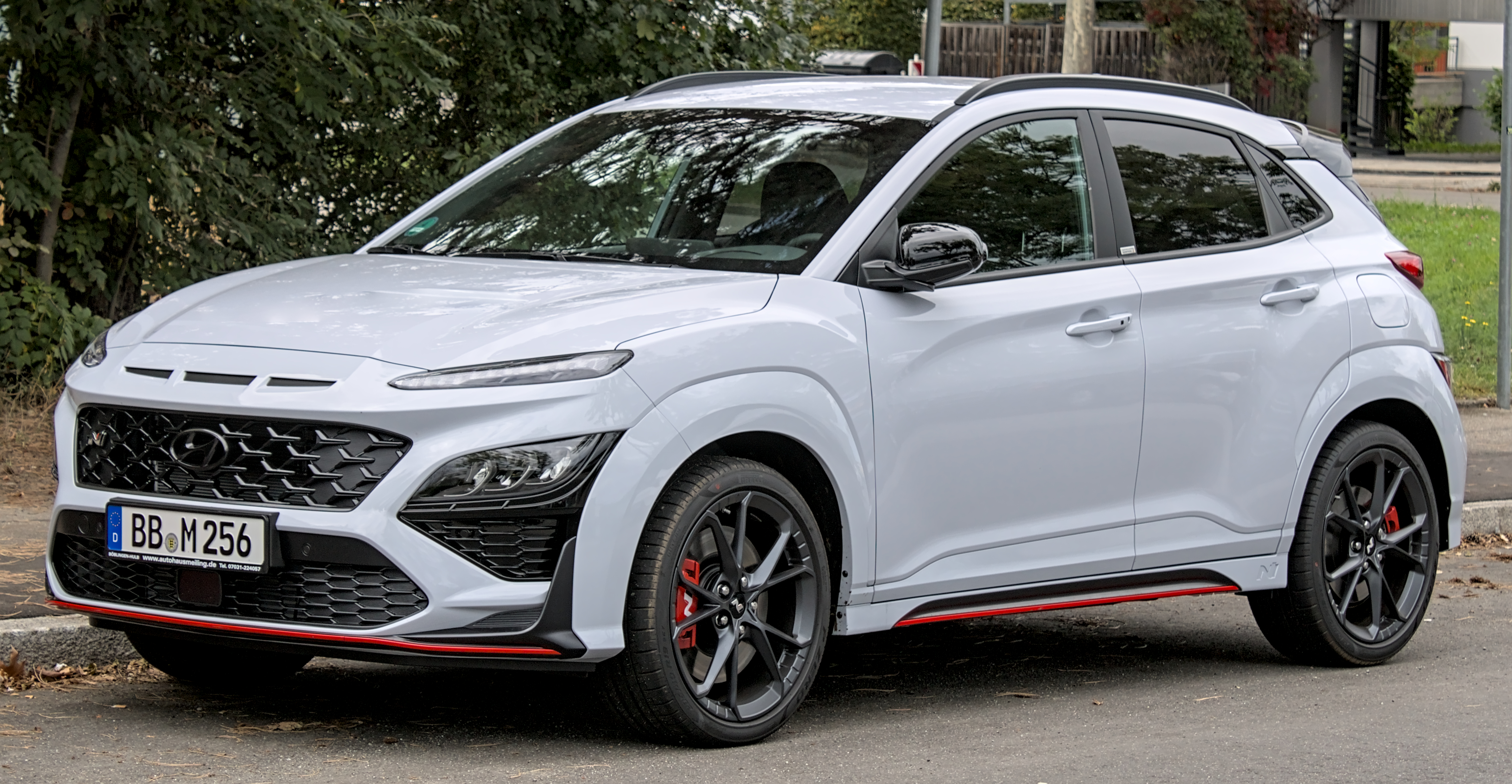
Hyundai Kona N (з 2021)

27 квітня 2021 року дебютувала спортивна версія Hyundai Kona N. Вихід на ринок відбудеться влітку 2021 року. Він використовує 2,0-літровий бензиновий двигун потужністю 280 к. с., знайомий по i30 N. Максимальна швидкість вказана 240 км/год, розгін до 100 км/год за 5,5 секунди. На відміну від i30 N, механічна коробка передач відсутня.

### Двигуни
Бензинові
- 1.0 L Kappa II T-GDi I3, 120 к. с., 172 Н·м
- 1.0 L Smartstream G1.0 T-GDi I3, 120 к. с. 172 Н·м
- 1.6 L Gamma T-GDi G4FJ I4, 177 к. с., 265 Н·м
- 1.6 L Smartstream G1.6 T-GDi I4, 198 к. с., 265 Н·м
- 2.0 L Nu MPi I4, 149 к. с., 180 Н·м
- 2.0 L Smartstream G2.0 MPi I4
- 2.0 L Theta II T-GDi I4, 280 к. с., 392 Н·м

Дизельні
- 1.6 L U-Line CRDi D4FB, 115 к. с., 320 Н·м
- 1.6 L U-Line CRDi D4FB, 136 к. с., 320 Н·м
- 1.6 L Smartstream D1.6 CRDi I4, 136 к. с., 320 Н·м

Гібридні
- 1.6 L Kappa II GDi HEV I4, 141 к. с., 265 Н·м
- 1.6 L Smartstream G1.6 Hybrid GDi HEV I4, 141 к. с., 265 Н·м

Електричні
- 39,2 кВт·год, 136 к. с., 395 Н·м
- 64 кВт·год, 204 к. с., 395 Н·м

## Друге покоління (SX2; з 2023)

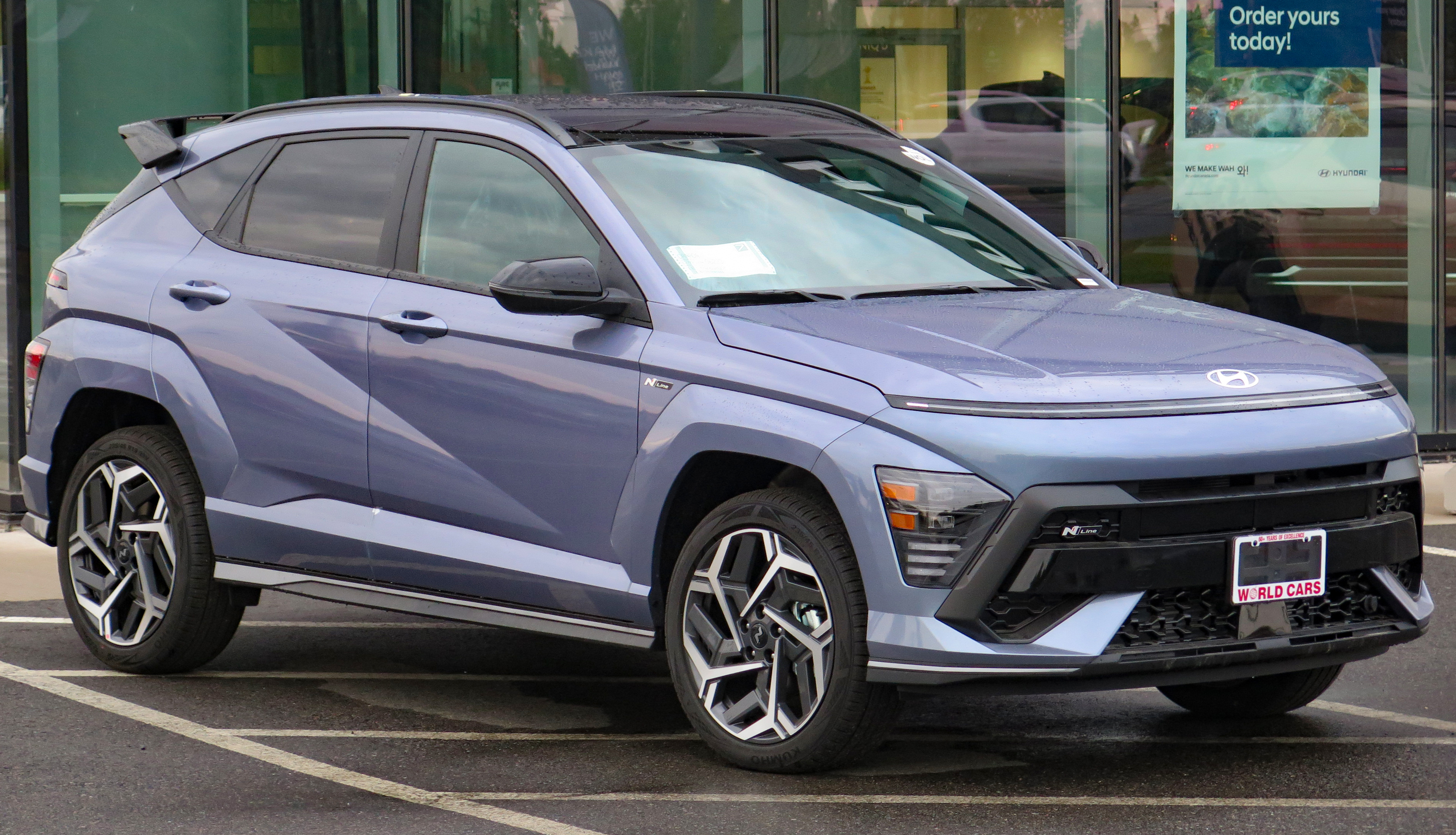
Hyundai Kona N Line AWD (SX2)

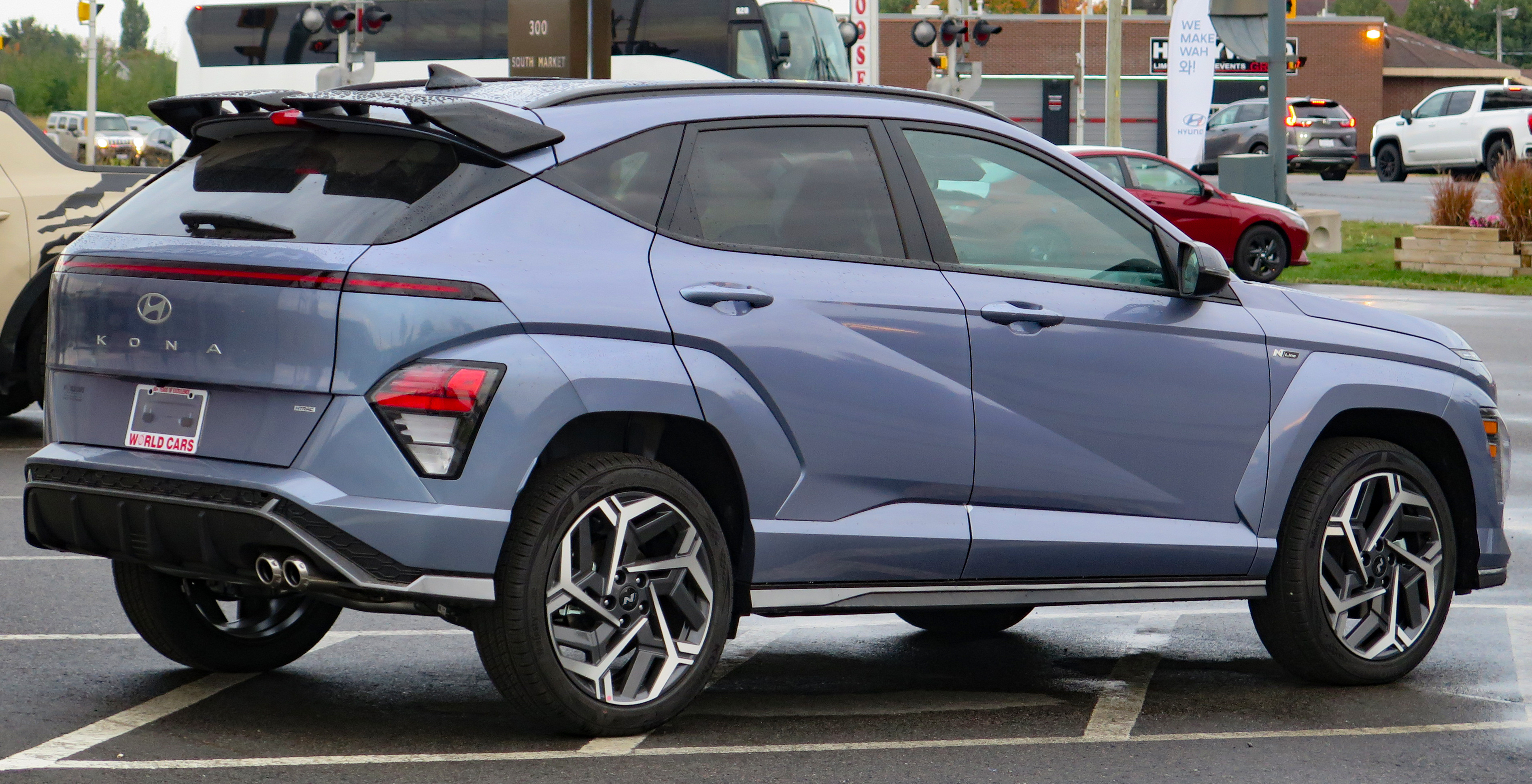
Hyundai Kona N Line AWD (SX2)

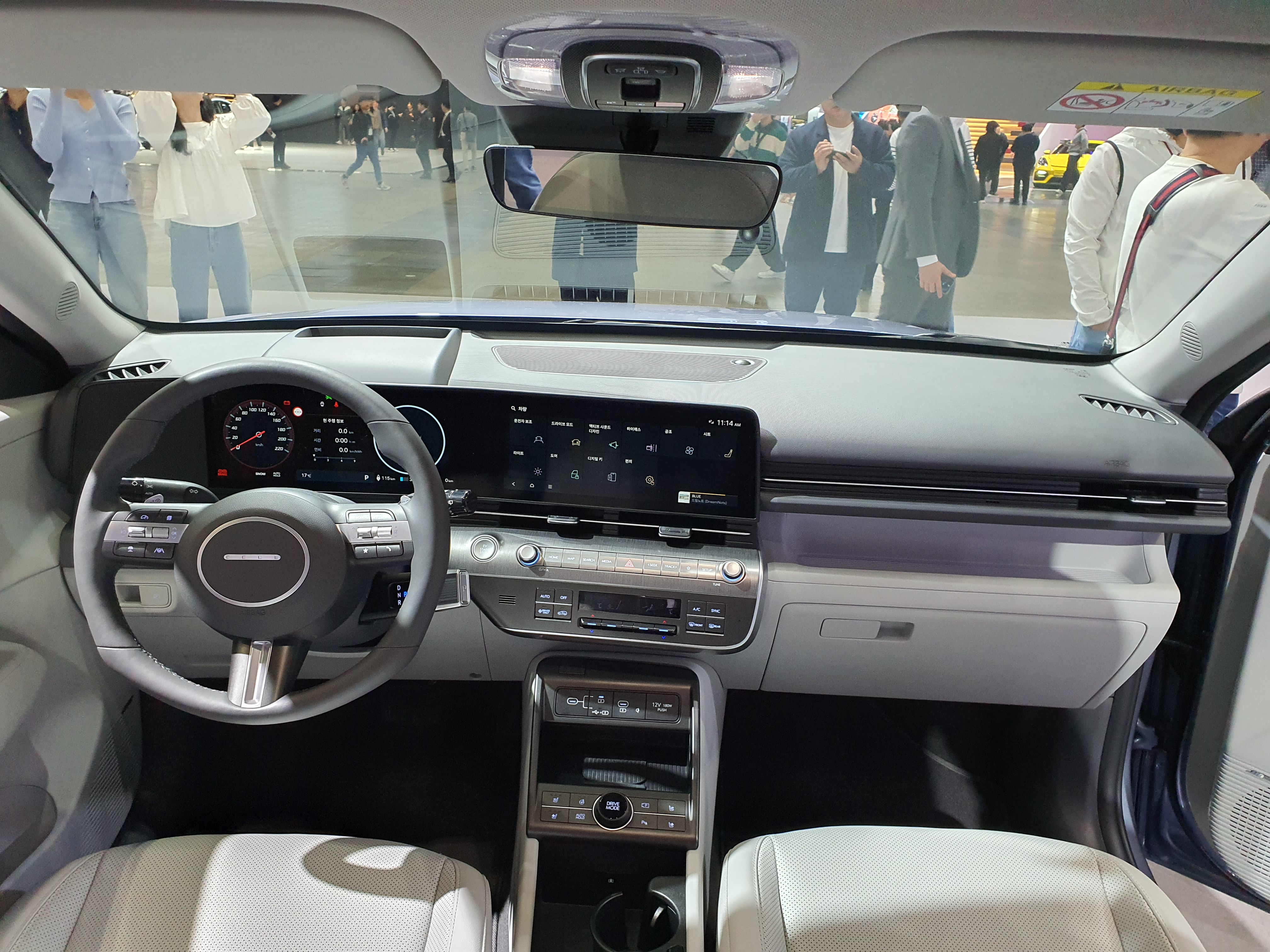

Друге покоління Kona було представлено в грудні 2022 року. Автомобіль буде доступний з бензиновими, гібридними та електричними моделями.
Передню частину прикрашають плавно з'єднані тонкі горизонтальні ліхтарі, а дизайн обшивки колісних арок бічних частин інтегрований з передніми і задніми ліхтарями. Задня частина має таку ж конструкцію горизонтальних ліхтарів, що і передня частина. Для Kona Electric у тонких горизонтальних лампах використовується дизайн «Pixelated Seamless Horizon Lamp». Крім того, до передньої та нижньої частин заднього бампера було застосовано функцію параметричного пікселя.
Багажник Hyundai Kona нового покоління має об'єм 723 л.
У 2025 році Hyundai додав до лінійки комплектацій Kona версії SEL Convenience та N Line S.

### Двигуни
Бензинові:
- 1.0 L Smartstream G1.0 T-GDi I3
- 1.6 L Smartstream G1.6 T-GDi I4
- 2.0 L Smartstream G2.0 MPi I4

hybrid:
- 1.6 L Smartstream G1.6 GDi HEV I4

## Продажі
| Рік  | Європа  | США    | Австралія | Таїланд            |
| ---- | ------- | ------ | --------- | ------------------ |
| 2017 | 6,884   |        |           |                    |
| 2018 | 65,469  | 47,090 |           |                    |
| 2019 | 105,030 | 73,326 | 13,342    | 10 (Kona Electric) |